# Joculator abbreviatus
Joculator abbreviatus is een slakkensoort uit de familie van de Cerithiopsidae. De wetenschappelijke naam van de soort is voor het eerst geldig gepubliceerd in 1930 door Thiele als Cerithiopsis albula.